# 조선수문직
조선수문직(일본어: 朝鮮修文職 조센슈분쇼쿠[*])은 에도 막부(江戸幕府)의 명으로 쓰시마국(対馬国)(쓰시마 번)의 이테이 암자(以酊庵)에 파견된 선승(禅僧)으로 조선과의 사이에 오가던 외교 문서의 해독·작성 및 사절 응대, 무역 감시 등을 행했다. 대주서역(対州書役)・조선서계어용(朝鮮書契御用)이라고도 불리며, 쓰시마에서는 서간역(書簡役)・서역지승(書役之僧)이라고도 불렸다.

## 개요
센고쿠 시대(戦国時代) 말기 쓰시마 일국을 지배하던 소 씨(宗氏)는 임제종(臨済宗) 승려 게이테쓰 겐소(景轍玄蘇)를 초빙해 조선과의 교섭에 필요한 문서의 작성이나 해독 등을 시켰다. 겐소는 임진왜란이 벌어지던 게이초(慶長) 연간에 쓰시마에 이테이 암자를 짓고 그곳에 거주하였다. 겐소가 사망한 뒤에는 기하쿠 겐보(規伯玄方)가 뒤를 이었는데, 간에이(寛永) 12년(1635년)에 일어난 야나가와 잇켄(柳川一件)으로 겐보가 유배되고 쓰시마 번은 그를 대신할 인재를 구하지 못하고 있었다. 이때 에도 막부는 겐나(元和) 이후부터 교토 5산(京都五山)의 학문 장려를 위해 임명했던 고산세키가쿠(五山碩学) 가운데서 쓰시마의 이테이 암자에 주석할 승려를 순번제로 파견하게 되었다. 이것이 조센슈분쇼쿠의 시작이다.
간에이 12년(1635년)에 교토 도후쿠지(東福寺)의 교쿠호 고린(玉峰光璘)·도인 겐소(棠蔭玄召)와 덴류지(天龍寺)의 도슈쿠 주센(洞叔寿仙), 이 세 명의 승려가 처음으로 조센슈분쇼쿠로 임명되었는데, 고린이 이테이 암자에 파견된 데에 이어 겐소와 주센이 차례대로 고린의 뒤를 이어 이테이 암자로 파견되고 교체되었으며, 쓰시마 번의 대(對)조선 외교를 보좌하였다.
당초에는 고산세키가쿠 가운데서 조선수문직을 임명하는 방식이었지만, 간분(寛文) 10년(1670년) 이후 고산세키가쿠와 조센슈분쇼쿠가 동시에 임명되는 형태가 된다. 동시에 쇼군(将軍)이 직접 임명하는 직책으로서 친히 그에 대한 감사 인사를 위해 에도 성(江戸城)으로 찾아오게 되어 있었다. 이 조센슈분쇼쿠는 당시 일본의 대조선 외교 실무 책임자인 동시에, 조선 통신사(朝鮮通信使)가 일본에 오면 통신사의 접대 및 오가는 길의 안내를 맡았기 때문에, 일본이라는 나라를 대표할 만한 문재(文才)와 교양을 지닌 선승으로 여겨지던 고산세키가쿠로 임명하곤 하였다.
실제 직무에 임하는 조선수문직은 당번(当番)·가번(加番)·대번(代番)의 세 명이 있어서, 당번은 실제로 쓰시마의 이테이 암자에서 조선 외교의 실무를 맡고, 가번은 조선 통신사의 도왜 등에서 당번과 함께 통신사의 접대와 안내 등을 행했다. 대번은 당번·가번에게 문제가 생겼을 때 그 대리를 맡았다. 당번은 1년(메이레키 원년 이후 2년)에 한 번 교대하는 윤번제였고, 당번·가번은 고산세키가쿠의 평의로 결정되었는데, 70세 이상의 고령자나 병 등을 이유로 쓰시마 도항은 면제되는 경우도 있었다. 조선수문직은 통상 고산세키가쿠에게 주어지는 세키가쿠료(碩学料)라 불리는 수당을 보수로 지급받았지만, 이테이 암자에 체류하는 동안에는 따로 쓰시마 번에서 해마다 1백 석씩 현미가 지급되었고, 조선 통신사가 일본을 방문할 때 임시 수당이 더 지급되었다. 나아가 쓰시마에서 돌아온 뒤 소속 사원의 주지로 임명되는 등의 특전도 있었으며, 그 중에는 여러 차례에 걸쳐 쓰시마 도항의 소임을 받는 경우도 있었다(재임 31명, 삼임 4명).
게이오(慶応) 3년(1867년)에 에도 막부의 외교 체제 재검토를 이유로 126대(89명째로 모두 게이테쓰 겐소를 기준으로 센다) 교쿠간 스이슌(玉澗守俊, 도후쿠지)이 귀환 명령을 받고 그대로 폐지되었다.

## 참고 문헌
- 田中健夫 『前近代の国際交流と外交文書』(吉川弘文館、1996年) ISBN 978-4-642-01299-7)
  - 「朝鮮以酊庵の研究」(初出:『東洋大学 大学院紀要』24号(1988年))
  - 「朝鮮修文職と通信使館伴」(初出:『韓』110号(韓国研究院、1988年))

## 같이 보기
- 서계(書契) - 외교 문서